# شركة مياه الشرب بالإسكندرية
شركة مياه الشرب بالإسكندرية (AWCO) هي شركة معالجة المياه بمحافظة الإسكندرية، بمصر. تأسست في عام 1860 كشركة خاصة. وتعمل على هذا النحو لأكثر من 100 سنة قبل تأميمها تحت حكم جمال عبد الناصر. بعد ذلك الوقت أصبحت مياه الإسكندرية تابعة للهيئة العامة لمياه الأسكندرية (AWGA)، وأصبحت إدارة الهيئة تابعة لمحافظة الإسكندرية والمسئولة عن إمدادات المياه والصرف الصحي على حد سواء. وفي عام 2004، من خلال إصلاح القطاع على نطاق البلد أصبحت شركة ذات التوجة التجاري بموجب القانون الخاص. تم نقل الصرف الصحي ومعالجة مياه الصرف الصحي وظائف لشركة منفصلة، والمؤسسة العامة للصرف الصحي بالإسكندرية (AGOSD)، والتي سميت فيما بعد إلى شركة مياه الإسكندرية وشركة الصرف الصحي بالأسكندرية (ASDCO).
 مرفق المياه أصبحت شركة بموجب القانون الخاص، عادت لAWCO لاسمها القديم واكتسبت بعض الاستقلال التشغيلي. كلا من AWCO وASDCO هما جزء من الشركات الحكومية المملوكة للشركة القابضة لمياه الشرب والصرف الصحي، التي تملك جميع المرافق في مصر. AWCO يخدم 4.5 مليون ساكن، وهو رقم يزيد إلى 6 ملايين خلال موسم الصيف. يتلقى تقريبا احتياجاتها من المياه عبر ترعة المحمودية وترعة النوبارية من نهر النيل. الماء يخضع لعلاج واسعة النطاق. مرفق المياه بالإسكندرية هي واحدة من مقدمي خدمة المياه ذات الأداء الأفضل في مصر.

## التاريخ
سبقت شركة مياه الإسكندرية الكثير من الدول الأوروبية في مـد المواطنين بالمياه النقية
- في عام 1860 تأسست شركتان بالإسكندرية لمعالجة المياه وضخها في المواسير وهما: الشركة المدنية وهي شركة فرنسية، وشركة ترشيح مياه الرمل وهي شركة مـصرية لملاك متعددى الجنسيات؛.

## المحطات التابعة
تتغذى محافظة الإسكندرية بمياه الشرب من خلال تسعة محطات معالجة مياه، موزعة على أنحاء المحافظة هي:
- محطة السيوف بطاقة 840 ألف متر مكعب/يومياً ويتبعها 7 محطات رفع، وتخدم أحياء أول المنتزة، ثان المنتزة، شرق، وأجزاء من محافظة البحيرة.
- محطة الكيلو 40 «مريوط 2»  بطاقة 636 ألف متر مكعب/يومياً، ويتبعها 5 محطات رفع، وتخدم حى العامرية، مركز ومدينة برج العرب، مدينة برج العرب الجديدة، الساحل الشمالي، محافظة مطروح.
- محطة مريوط 1 بطاقة 510 ألف متر مكعب/يومياً، ويتبعها 14 محطة رفع، وتخدم حى العامرية، مركز ومدينة برج العرب، وأجزاء من محافظة البحيرة.
- محطة شرقي بطاقة 510 ألف متر مكعب/يومياً، ويتبعها محطتي رفع، وتخدم أحياء شرق، وسط، الجمرك، وغرب،
- محطة المنشية 1 بطاقة 380 ألف متر مكعب/يومياً ويتبعها 6 محطات رفع، وتخدم أحياء وسط، الجمرك، غرب، العجمي، أول العامرية، مركز ومدينة برج العرب.[6]
- محطة المنشية 2 بطاقة 240 ألف متر مكعب/يومياً، وتخدم أحياء شرق، ثان العامرية، مركز ومدينة برج العرب، وأجزاء من محافظة البحيرة،
- محطة المعمورة بطاقة 240 ألف متر مكعب/يومياً، ويتبعها محطة رفع واحدة، وتخدم حي ثان المنتزة، وجزء من محافظة البحيرة،
- محطة النزهة بطاقة 200 ألف متر مكعب/يومياً، ويتبعها 3 محطات رفع، وتخدم أحياء شرق، وسط، وأول العامرية،
- محطة فرن الجراية بطاقة 50 ألف متر مكعب/يومياً، ويتبعها 3 محطات رفع، وتخدم جزء من حي غرب.[6]

## معرض الصور

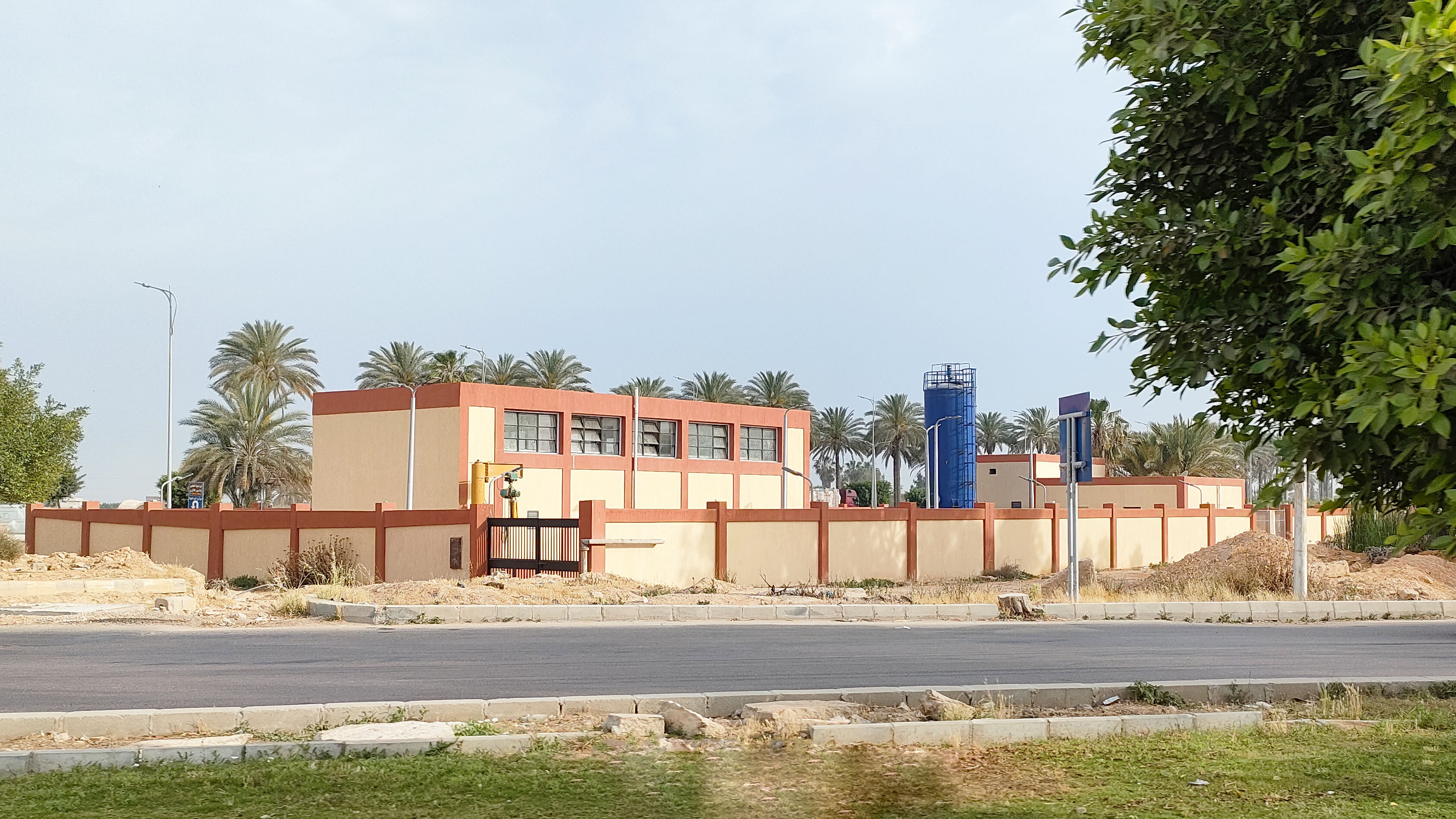
إحدى محطات رفع المياه بمدينة برج العرب الجديدة تابعة لمحطة مريوط 2

## انظر أيضَا
- شركة الصرف الصحي بالإسكندرية.
- شركة الإسكندرية لتوزيع الكهرباء.
- شركة مياه الشرب بالقاهرة الكبرى.

## وصلات خارجية
- الموقع الرسمي للشركة.